# Tine Rahel Völcker
Tine Rahel Völcker (* 1979 in West-Berlin) ist eine deutsche Schriftstellerin.

## Leben
Tine Rahel Völcker wurde als zweite Tochter einer Krankenschwester und eines Siemens-Angestellten geboren. Die Schwestern wuchsen in einer evangelikalen Familientradition auf. Ihr erstes Theaterstück Kreuzotter ist eine bitterböse Abrechnung mit den christlichen Dogmen ihrer Jugend und gewann 2002 den Preis der Kulturstiftung der Dresdner Bank. Nach ihrem Studium des „Szenischen Schreibens“ an der Universität der Künste Berlin wurde sie in der Spielzeit 2005/06 Hausautorin am Nationaltheater Mannheim. In den folgenden Jahren schrieb sie Theaterstücke u. a. für das Berliner Maxim Gorki Theater, das Düsseldorfer Schauspielhaus und das Staatstheater Augsburg. Von ihr erschienen Biopics über den SPD-Politiker Heinrich Albertz, die erste Psychoanalytikerin Deutschlands, Lou Andreas-Salomé, den Ingenieur Hugo Junkers und seine Rolle während der NS-Zeit und jüngst ein Stück über die Anarchistin Emma Goldman, die vom FBI einst als „gefährlichste Frau Amerikas“ bezeichnet worden ist. Tine Rahel Völcker wird von rua Kooperative für Text und Regie vertreten.
Neben ihrer Arbeit als Theaterautorin hat Tine Rahel Völcker Hörspiele geschrieben und produziert, so etwa das Hörspiel „Bambyle“ über Ulrike Meinhofs letzte journalistische Arbeit, das Völcker im Kollektiv mit dem Musiker Stefan Schneider und der Schauspielerin Elena Schmidt realisiert hat. 2020 erschien ihr Prosadebüt Chantal Akermans Verschwinden. Es folgte der von ihr herausgebrachte Sammelband Frauen der Unterwelt. Queerfeministische Antworten auf Psychiatriegewalt, Sexismus und Ableismus sowie der Essay Vom Hindukusch bis Buchenwald.
Des Weiteren bewegt sich die Arbeit der Autorin regelmäßig im Kontext von Gedenkorten, wo sie gemeinsam mit Historikerinnen und Aktivistinnen um eine Sprache des Gedenkens im Spannungsfeld zwischen den offenen Wunden der NS-Verbrechen und aktuellen rechten Hass-Verbrechen ringt.
Tine Rahel Völcker lebt mit ihrem Sohn in Berlin.

## Die Rolle des Gedenkens in Völckers Arbeit
Tine Rahel Völckers literarische Arbeiten thematisieren häufig die Folgen der nationalsozialistischen Verbrechen und suchen Wege über Gewalt zu sprechen, ohne sie zu reproduzieren. Die Bayerische Staatszeitung attestiert der Autorin einen wertvollen Beitrag zur Erinnerungskultur.
Neben ihren prominenten Werken hat sich Völcker auch in kleinen Formaten wiederholt der Aufgabe verschrieben, in Kollaborationen und aus marginalisierten Perspektiven heraus an Verbrechen zu erinnern. Mit dem kurdischen Journalisten und Filmemacher Ayhan Urmiye entwickelte sie 2020 für das Residenztheater München das Kurz-Drama Home and Alptraum, das Erfahrungen ihrer gemeinsamen Projektarbeit an der Gedenkstätte Buchenwald reflektiert.
2023 war Tine Rahel Völcker Jurymitglied des inklusiven Theaterpreises „Andersartig gedenken on stage“.

## Nominierungen und Auszeichnungen
- 2002: Preis der Kulturstiftung der Dresdner Bank für das Stück Kreuzotter
- 2017: Einladung zum Stückemarkt des Berliner Theatertreffens mit Adam und die Deutschen

## Werke

### Theater (Auswahl)
- 2004: Die Eisvögel, UA am Theater Aalen, Regie: Winfried Tobias, Simone Sterr, Ralf Siebelt
- 2005: Charlotte sagt: Fliegen, UA am Nationaltheater Mannheim, Regie: Tatjana Mischke
- 2007: Die Höhle vor der Stadt in einem Land mit Nazis und Bäumen, UA am DNT Weimar in Koproduktion mit dem Maxim Gorki Theater Berlin, Regie: Tilmann Köhler
- 2008: Albertz, UA an der Landesbühne Niedersachsen Nord, Regie: Christian Hockenbrink
- 2012: Kein Science-Fiction, UA am Düsseldorfer Schauspielhaus, Regie: Nora Schlocker
- 2013: Der fliegende Mensch, UA am Anhaltischen Theater Dessau, Regie: Andrea Moses
- 2014: Lou Andreas Salomé. Ein Analyse-Poem in drei Sitzungen, UA am Deutschen Theater Göttingen, Regie: Lutz Keßler
- 2014: Eine Orestie, UA am Düsseldorfer Schauspielhaus, Regie: Nora Schlocker
- 2017: Adam und die Deutschen. Die Mühle, UA an der Andere Welt Bühne Straußberg, Regie: Paul Spittler
- 2022: Frauen der Unterwelt. Sieben hysterische Akte, UA am Staatstheater Augsburg, Regie: Nicole Schneiderbauer
- 2023: Die gefährlichste Frau Amerikas, UA am Staatstheater Augsburg, Regie: Nicole Schneiderbauer

### Hörspiele (Auswahl)
- 2005: PanOhrama: Die Eisvögel – Regie: Leonhard Koppelmann (Original-Hörspiel – NDR)
- 2013: Tine Rahel Völcker, Stefan Schneider und Elena Schmidt: Kurzstrecke (18. Folge): Christa Burden – Briefwechsel (Feature, Hörspiel, Klangkunst – Deutschlandradio und die Autoren der Sendung)
- 2018: Elena Schmidt, Stefan Schneider und Tine Rahel Völcker: Bambyle. Eine akustische Trebe – Dramaturgie und Regie: Elena Schmid (Originalhörspiel – Produktion: Die Autoren); Erstsendung auf Deutschlandfunk Kultur

Quelle: ARD-Hörspieldatenbank

### Bücher
- 2020: Chantal Akermans Verschwinden: les Rendez-vous de Tarnów, Erste Auflage. Spector Books, Leipzig, 2020, ISBN 978-3-95905-295-5
- 2021: Frauen der Unterwelt. Queerfeministische Antworten auf Psychiatriegewalt, Sexismus und Ableismus, Edition Assemblage, Münster, 2021, ISBN 978-3-96042-109-2
- 2022: Vom Hindukusch bis Buchenwald: Suhrabs Flucht und das Ende der Menschenrechte in Europa, Unrast, Münster, 2022, ISBN 978-3-89771-183-9